# بوخضره
بوخضره (به عربی: بوخضرة) یک شهرداری در الجزایر است که در استان تبسه واقع شده‌است. بوخضره ۱۰٬۷۰۱ نفر جمعیت دارد.